# Jerzy Brzeziński (informatyk)
Jerzy Brzeziński (ur. 1953) – polski inżynier informatyk, profesor nauk technicznych. Specjalizuje się w systemach rozproszonych oraz sieciach teleinformatycznych. Profesor zwyczajny w Instytucie Informatyki Wydziału Informatyki Politechniki Poznańskiej (założyciel i kierownik Zakładu Systemów Informatycznych). Przewodniczący rady naukowej Naukowej i Akademickiej Sieci Komputerowa (od 2006).

## Życiorys
Habilitował się w 1989 na podstawie dorobku naukowego i rozprawy pt. Zapobieganie zakleszczeniom w sieciach komunikacyjnych z komutacją pakietów. Tytuł naukowy profesora nauk technicznych został mu nadany w 2002. Jest członkiem Polskiego Towarzystwa Informatycznego (od 1984) oraz Komitetu Informatyki PAN (od 1993). W latach 1986–1990 należał do Polskiego Towarzystwa Cybernetycznego. Od 1995 należy z kolei do IEEE Computer Society oraz Association for Computing Machinery. W ramach NASK kierował Zakładem Rozproszonych Systemów Informatycznych (1994–1999). Poza macierzystą Politechniką pracował także jako profesor w poznańskim Collegium Da Vinci. Był ekspertem i członkiem szeregu komisji i zespołów (m.in. w ramach KBN, ministerialnych i regionalnych).
Autor opracowania Ocena stanu globalnego w systemach rozproszonych (wyd. PAN, Poznań 2001, ISBN 83-87671-64-9). Artykuły publikował w takich czasopismach jak m.in. „Parallel Processing and Applied Mathematics”, „New Generation Computing”, „IEEE Transactions on Communications” "Journal of Parallel and Distributed Computing”, „Foundations of Computing and Decision Sciences” oraz w ksiązkach z serii „Lecture Notes in Computer Science” (wyd. Springer).